# Selenia harrisoni
Selenia harrisoni là một loài bướm đêm trong họ Geometridae.